# Гетто в Опочно
Гетто в Опочно — еврейское гетто, созданное нацистами в период оккупации территории Польши во время Второй мировой войны. Существовало с ноября—декабря 1940 года по октябрь 1942 года.

## История
После начала Второй мировой войны 6 сентября 1939 года Опочно подвергся бомбардировке. На следующий день, 7 сентября, гитлеровцы вошли в город. После прекращения боёв евреи стали возвращаться в город. Прибыло много беженцев из других районов, что увеличило еврейское население Опочно.
Через две недели после оккупации города нацисты потребовали с евреев штраф в размере 20 000 злотых, который должен был быть выплачен в течение 24 часов. Озвученная властями причина штрафа заключалась в том, что евреи развязали войну и должны были оплатить часть её стоимости. В качестве заложников были взяты трое видных членов общины: Моше Кацнельбоген, торговец зерном, Ицхак Хмельницкий, один из владельцев стекольного завода «Вулкан» и Элиэзер Хмельницкий, хозяин крупной пекарни. Немцы пригрозили расстрелять их, если штраф не будет уплачен. Семьи заложников обратились к еврейскому населению с просьбой собрать необходимые средства.
Руководил сбором денег Мордехай Розенбаум. Он отправился к военному коменданту города от лица еврейских жителей Опочно. Немцы согласились отпустить заложников, в обмен на деньги. С тех пор нацисты смотрели на Розенбаума, как на представителя евреев, а вскоре их приказу он создал юденрат из 20 членов. Его председателем был избран глава завода «Вулкан» Фридловский.

## Гетто
Гетто в Опочно было организовано нацистами в ноябре—декабре 1940 года. Оно находилось на улицах Юзефа Пилсудского, Берки Йоселевича, Казимира Великого, Блотны и Шпитальной. В нём было около 115 небольших домов, из-за этого порядка тысячи человек оставалось без крова. Вскоре после создания гетто сюда было переселено еврейское население из окрестностей Опочно: Нове-Място-над-Пилицон, Жарнува, Одживула, Пшисухи и Джевицы. Гетто не было огорожено и узники могли с помощью особых разрешений покидать его пределы. Жители гетто провозили еду контрабандой, нелегально торговали с нееврейским населением, и могли тайно производить различные товары, например мучные изделия или мыло.
Нацисты беспрепятственно посещали гетто, где избивали евреев и издевались над ними. Подобное случалось в основном зимой, так как летом немцы опасались заразиться различными болезнями. Весной 1941 года в гетто из-за ужасающей антисанитарии и плохих условий жизни вспыхнула эпидемия сыпного тифа. Она прошла ближе к зиме, но весной началась вновь. Болезнь унесла огромное количество жизней.
В 1942 году положение евреев Опочно стало ещё хуже. В начале года площадь гетто сократилась, и многие евреи были вынуждены искать убежище. Вдобавок к этому, в январе были переведены евреи из соседних деревень Буковец, Красница, Клины, Гельцов, Гавроны, Людвиков и Огоновице. К апрелю в гетто проживал 4231 человек, из которых 1406 — были беженцами. Начались обыски. Нацисты старались обнаружить контрабанду и нелегальные мастерские. За производство мыла была расстреляна семья Лебендигеров. За наличие контрабандной муки во второй по величине пекарне Опочно была убита семья её хозяина Майера Розенблюма.
Ликвидация гетто началась 27 октября 1942 года. Еврейское население Опочно было собрано на конном рынке, и большая его часть, около 3000 человек, была депортирована в Треблинку. Около 200 человек были убиты на месте. Примерно 500 человек, остались в Опочно. Это были члены юденрата, полиции, а также их семьи. Нескольким десяткам евреев удалось бежать и добраться до местных лесов, где они смогли создать партизанские отряды.
В начале 1943 года остаткам евреев, проживавших в здании юденрата Опочно, было приказано явиться в мэрию для регистрации. Там их окружила полиция и в тот же день отправила в лагерь смерти Треблинка.